# Vorgeschichtlicher Moorweg

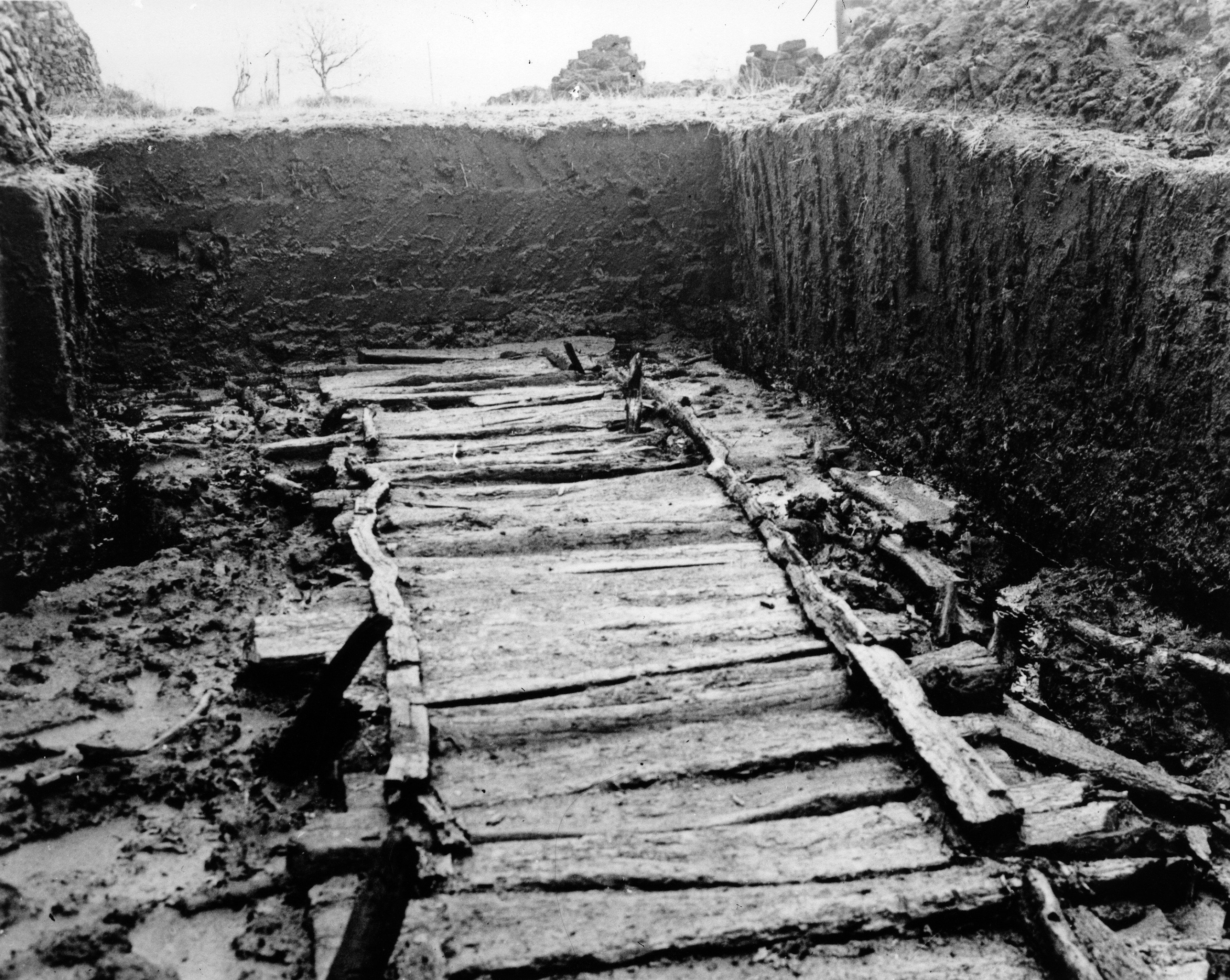
Der Bohlenweg im Wittmoor II in Fundlage, vor 1938

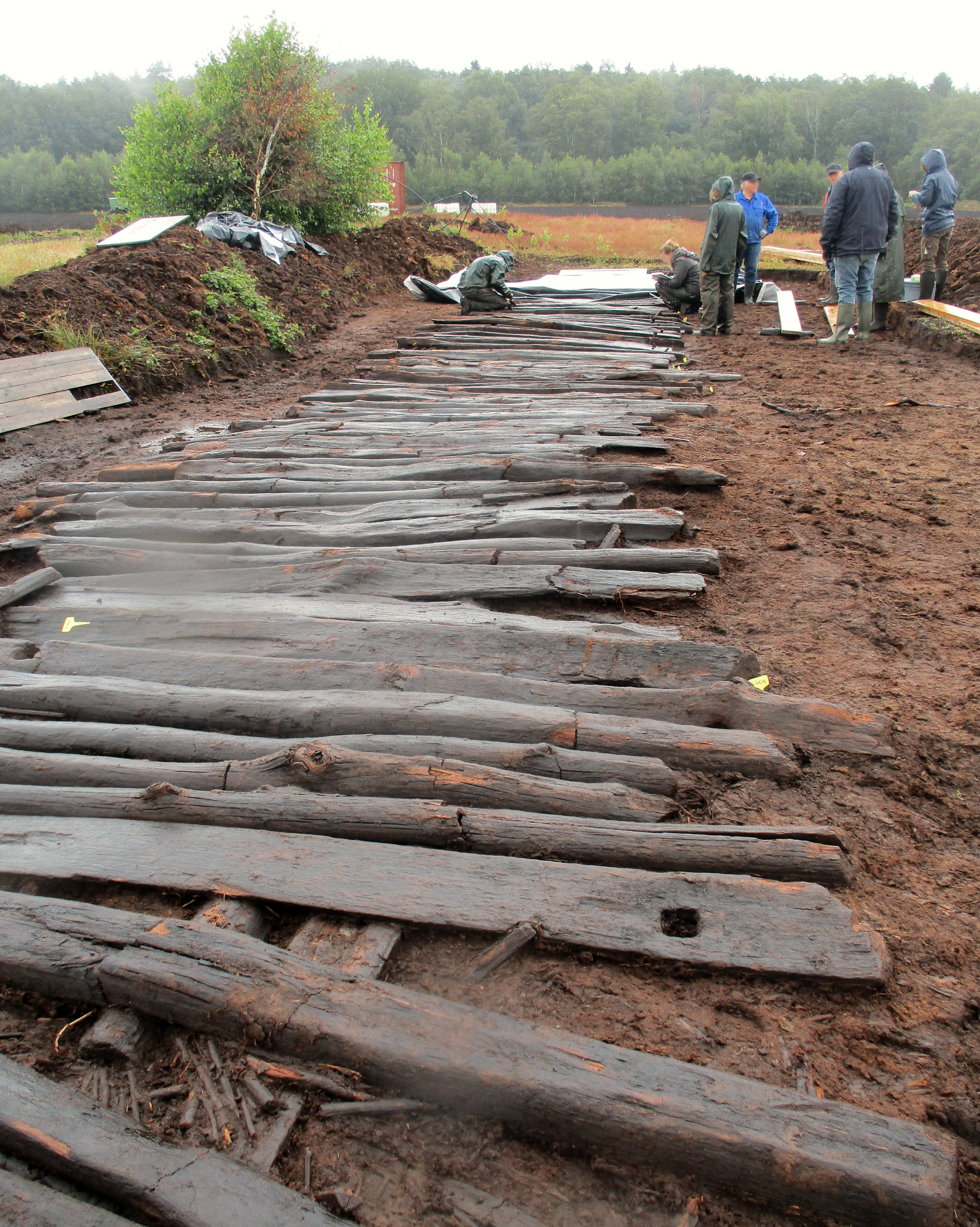
Ausgrabung des Moorweges im Aschener Moor Pr VI (2021)

Vorgeschichtliche Moorwege sind aus vorgeschichtlicher Zeit stammende Wege, die aus hölzernem Material, wie Pfähle (Rundhölzer), Bohlen oder Strauchbündeln erbaut wurden. Sie führten bis zu mehreren Kilometern über moorige und sumpfige Flächen, deren ganzjährige und sichere Überquerung ohne Hilfsmittel nicht möglich wäre. Bisher wurden in Niedersachsen etwa 350, in den benachbarten Niederlanden rund 40 derartige Wege gefunden.

## Forschungsgeschichte
Seit etwa 200 Jahren wird in Nordwestdeutschland aufgrund von entdeckten Moorleichen und Moorwegen Moorarchäologie betrieben. Wahrscheinlich erste Untersuchungen an vorgeschichtlichen Moorwegen nahm der Lohner Historiker und Politiker Carl Heinrich Nieberding im Großen Moor vor, die er laut seiner Veröffentlichung von 1812 für „neuentdeckte alte Heerwege“ hielt. Weitere Untersuchungen an Moorwegen erfolgten im 19. Jahrhundert durch den Oldenburger Museumsdirektor Friedrich Kurt von Alten im Großherzogtum Oldenburg und den Diepholzer Kreisbauinspektor Hugo Prejawa in der Region um den Dümmer. Im 20. Jahrhundert nahm Hajo Hayen als Mitarbeiter des Staatlichen Museums für Naturkunde und Vorgeschichte nach dem Zweiten Weltkrieg moorarchäologische Untersuchungen vor.

## Bauweise

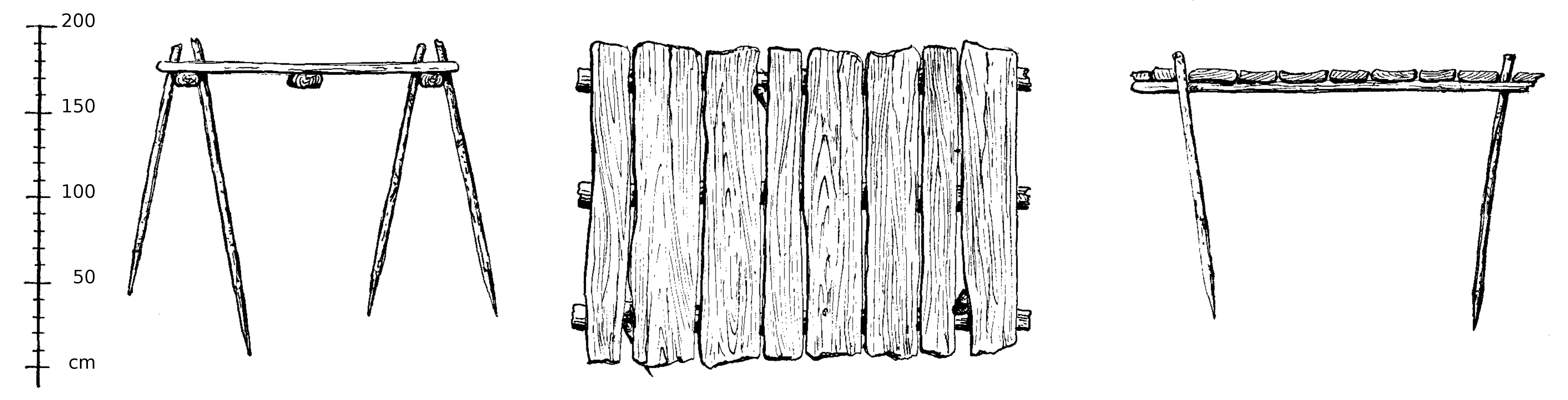
Bohlenweg als schematische Zeichnung in Querschnitt, Draufsicht und Längsschnitt

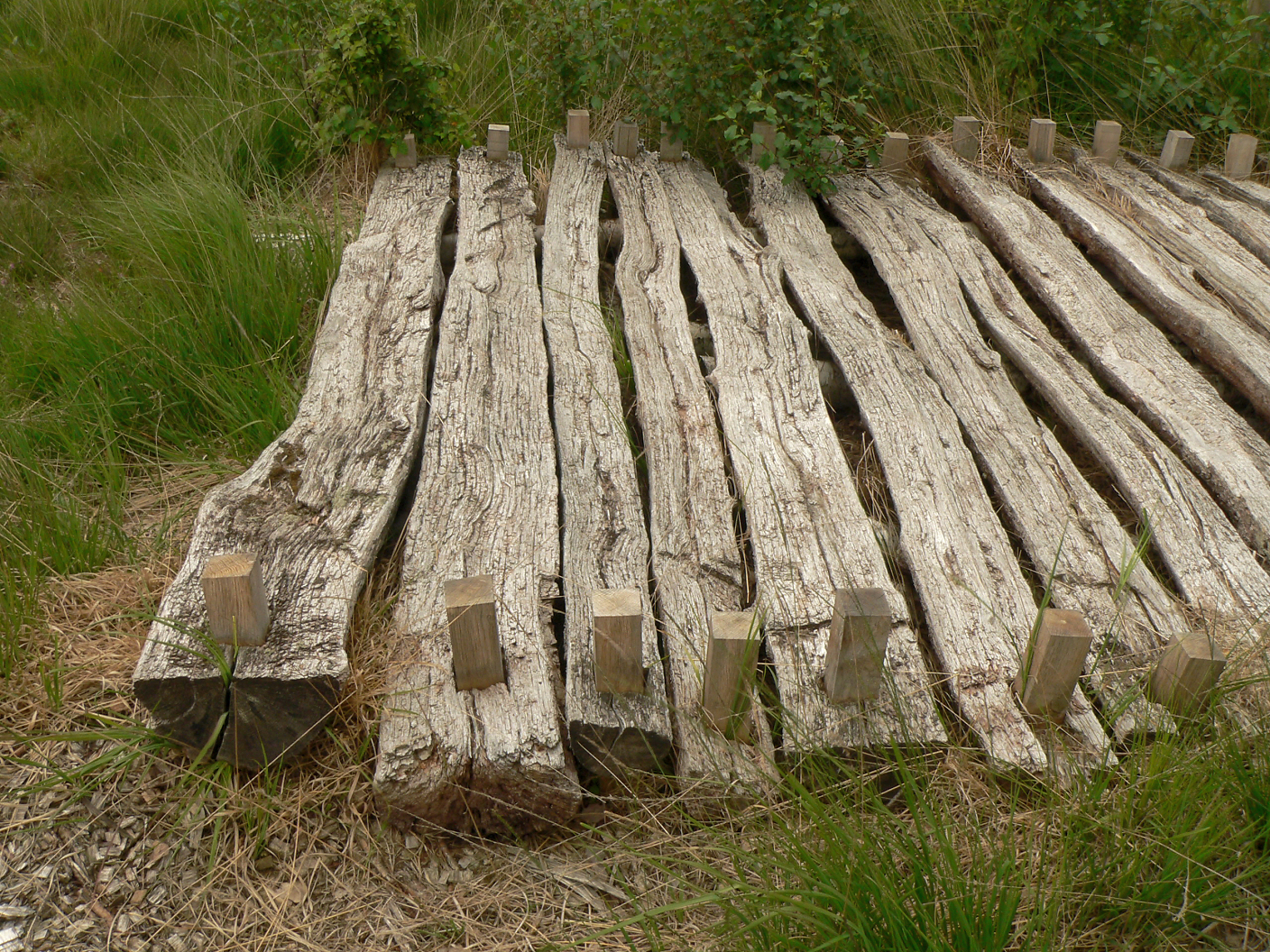
Rekonstruierter Moorweg im Diepholzer Moor

Bei vorgeschichtlichen Moorwegen ist grundsätzlich nach dem als Lauffläche verwendeten Material zwischen Pfahlwegen mit Rundhölzern und Bohlenwegen mit Bohlen zu unterscheiden. Bei Bohlenwegen kommen allerdings nicht nur klassische Vierkantbohlen, sondern auch anderweitig gespaltene Holzstämme wie Halbbohlen, Viertelbohlen, Dreikantbohlen und Randbohlen zum Einsatz. Die früheren Moorarchäologen hatten jeweils eigene Typisierungen von Moorwegen. Erst der Moorforscher Hajo Hayen entwickelte im 20. Jahrhundert die heute gültige Terminologie für Moorwege mit folgenden Grundtypen:
- Bohlenweg mit quer zur Laufrichtung verlegten Bohlen auf einem Unterbau von 2 bis 3 Reihen Längshölzern
- Bohlendamm mit mindestens zwei längs verlegten Bohlen auf einem Unterbau aus Querhölzern
- Bohlensteg mit einer einzelnen Bohle auf einem Unterbau aus Querhölzern
- Pfahlweg mit quer zur Laufrichtung verlegten Pfählen auf einem Unterbau von 2 bis 3 Reihen Längshölzern
- Pfahldamm mit längs gelegten Pfählen auf Hölzern, Knüppeln oder Strauchbündeln
- Pfahlsteg mit baumlangen Pfählen in Längsrichtung auf einem Unterbau aus Querhölzern
- Knüppeldamm mit einer Deckschicht aus Knüppeln, Strauchbündeln und Hölzern
- Strauchweg mit einer Schicht aus Sträuchern, Hölzern und Pflöcken
- Pflockreihe mit Holzstäben im Torfboden, um betretbare Stellen im Moor zu markieren

Die ältesten bekannten Moorwege, die in der Jungsteinzeit um 4500 v. Chr. entstanden, waren Pfahlwege mit Rundhölzern. Zum Einsatz kam anfangs vor allem Kiefernholz, später herrschten Erlen- und Birkenholz vor. Ab der mittleren Bronzezeit um 1300 v. Chr. kamen Bohlenwege unter Verwendung von gespaltenem Holz auf, die eine handwerklich bessere Verarbeitung aufwiesen. Laut dem Moorforscher Hajo Hayen waren Moorwege nur temporär, etwa 10 bis 30 Jahre, nutzbar.

### Wegoberfläche
Bei den Moorwegen stellt sich die Frage, ob das Holz der Wegoberfläche offen lag oder mit anderem Material abgedeckt war, um eine bessere Begehbar- und Befahrbarkeit zu erreichen. Die Einebnung der Wegoberfläche durch den Einsatz von Bohlen – statt der anfangs verwendeten runden Pfähle – muss laut Hajo Hayen vor dem Hintergrund bronzezeitlicher Befahrung gesehen werden. Auf der Bohlenschicht wurde in mehreren Fällen eine Auflage aus Heide- oder Grassoden beobachtet. Die Bedeutung dieser Auftragsschicht wurde kontrovers diskutiert. Nachdem im 19. Jahrhundert mehrfach von Plaggenaufträgen berichtet wurde, stellte Hugo Prejawa diese generell in Frage. Auch in jüngeren Untersuchungen wird betont, dass sich eine Auflage nicht feststellen ließ. Reinhardt beobachtete bei der Untersuchung des Weges XV (Le) im Meerhusener Moor an einigen Stellen eine Flechtmatte als Deckschicht. Hayen konnte mehrfach eine Sodenauflage feststellen. Die Pflanzenreste zeigten zum Teil einen abweichenden Bewuchs. Die Wurzeln lagen oben aufgerichtet, so dass von umgedrehten Heidesoden auszugehen war. Der lokale Nachweis solcher Wegauflagen kann als gesichert gelten, dennoch hatten viele Wege ganz oder teilweise keine Auflage. So ist bei niederländischen vorgeschichtlichen Moorwegen nur in einem Fall eine Auflage aus Torfsoden bekannt. Die Auflage glich unebene Stellen in der Bohlenschicht aus, erhöhte die Wegoberfläche gegenüber dem Moor und verhinderte das Ausrutschen auf den nassen, im Moor eingebetteten Weghölzern. Die Bedeckung der Flächen verhinderte jedwede Nutzungsspuren auf den Hölzern.

## Fundlage

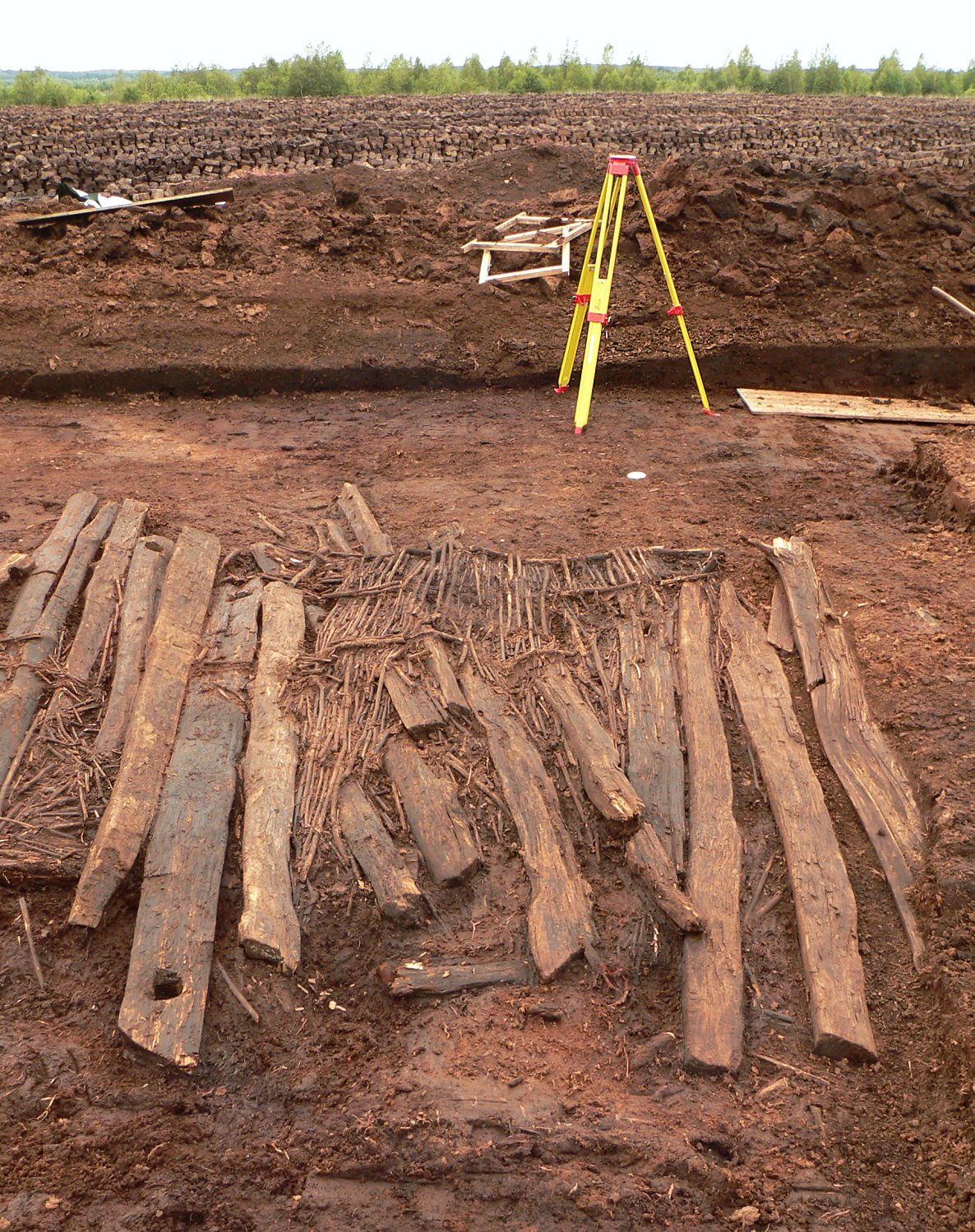
Moorweg im Aschener Moor:
Freigelegte Hölzer mit Reparaturstelle durch Flechtwerk, 2019

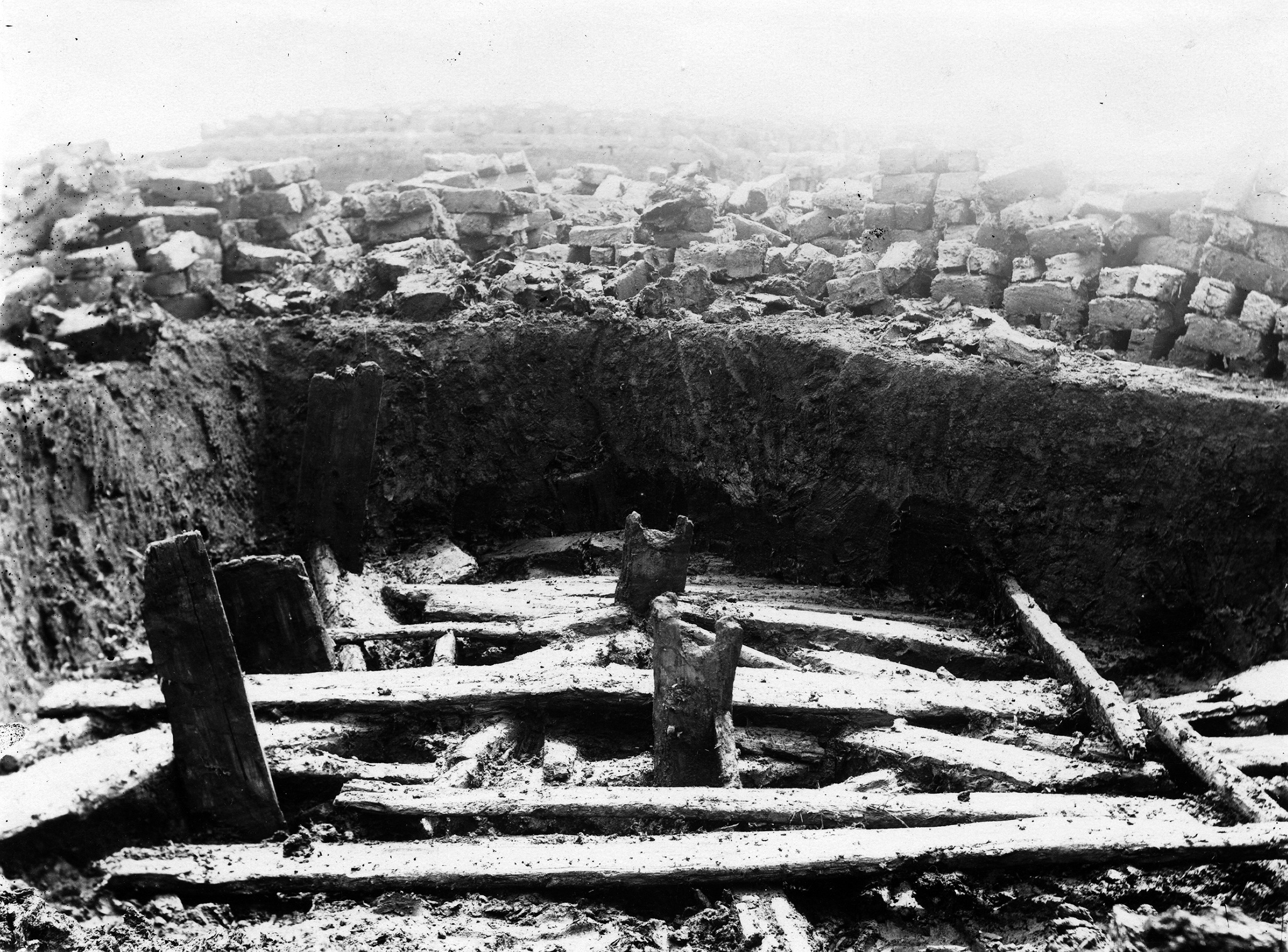
Ein in Reparatur befundenes Teilstück des Bohlenwegs im Wittmoor

Aus neolithischer, bronzezeitlicher und jüngerer Epoche erhielten sich in einigen Regionen aufgrund der guten Konservierungseigenschaften vom Moor überwachsene hölzerne Wegebauten in situ.

### Niedersachsen
Das Seeklima und der holozäne Meeresspiegelanstieg förderten die Vermoorung Nordwesteuropas. Nördlich der Mittelgebirge zeigt die alte Kartierung Landstriche, die vom Moor bedeckt und von Geestinseln durchdrungen waren. Mit etwa 6300 km² war etwa ein Sechstel des Landes Niedersachsen bis ins 18. und 19. Jahrhundert hinein von Mooren bedeckt, davon nahmen Hochmoore etwa 55 % der Fläche ein. Bis zur Trockenlegung und Kultivierung bildeten Moore außerhalb der Frostperiode für die Verbindung zwischen den besiedelbaren Flächen naturräumliche Barrieren, die nur scheinbar durch die Anlegung von Bohlenwegen überwunden wurden.
Der älteste, stellenweise bis fünf Meter breite Weg mit der archäologischen Bezeichnung Pr 31 gehört zu sechs bisher entdeckten Pfahlwegen im Campemoor. Sie verliefen im Campemoor bei Damme im Landkreis Vechta einst durch einen Wald. Der Weg Pr 31 existierte laut C14-Daten zwischen 4835 und 4715 v. Chr. und wurde auf 4550 v. Chr. dendrodatiert, also mehr als ein Jahrtausend vor der ältesten Raddatierung. Somit besteht in diesem Fall zwischen Pfahlwegen und der Nutzung von Fahrzeugen kein Kontext.
Auch spätere Wege waren in den wenigsten Fällen für den Fahrzeugverkehr geeignet. 14 breitere und für Wagen geeignete Wege in Niedersachsen bildeten die Ausnahme. Wie Burmeister beschreibt: „Bei den meisten dieser (200) Wege handelt es sich um schmale Stege, die den vernässten Randmoorbereich überbrücken und auf die Hochmoorfläche führen“.

### Britische Inseln
Der mit 1,8 km sehr lange Sweet Track auf den Britischen Inseln ist der bisher älteste sicher datierte Bohlenweg in Großbritannien. Er führt über ein Sumpfgebiet in den Somerset Levels in der Grafschaft Somerset. Die verwendeten Baumstämme wurden nach der dendrochronologischen Analyse etwa 3800 v. Chr. gefällt.
Der Belmarsh Trackway, ein hölzerner Bohlenweg zum Überqueren eines Moores, wurde im Jahre 2009 in Plumstead, einem Stadtteil von London, entdeckt, und auf etwa 4000 v. Chr. datiert. Es liegt noch keine wissenschaftliche Publikation vor.
Der vier Meter breite Corlea Trackway in Irland ist mit einer Datierung auf 147 v. Chr. einer der jüngsten bisher entdeckten Wege.